# والتر بينكوس
والتر بينكوس (بالإنجليزية: Walter Pincus)‏ (و. 1932 – م) هو صحفي من الولايات المتحدة الأمريكية . ولد في مدينة نيويورك .

## التعليم
تعلم في جامعة ييل.

## جوائز وترشيحات
حصل على جوائز منها:
- جائزة جورج بولك (سنة 1977)
- جائزة إيمي (سنة 1981)
- جائزة بوليتزر عن فئة الصحافة الوطنية (سنة 2002).